# Tortula robusta
Tortula robusta là một loài Rêu trong họ Pottiaceae. Loài này được Hook. & Grev. miêu tả khoa học đầu tiên năm 1824.